# Ili-Türken
Die Ili-Türken (chinesisch 土尔克人, Pinyin Tǔěrkèrén, Eigenbezeichnung Turk oder Zhonghua Minzu), sind ein Turkvolk. Sie werden nicht zu den anerkannten Nationalitäten der Volksrepublik China gezählt. Nach einer Volkszählung gibt es 177 Ili-Türken und davon leben 120 in Ili und 57 in Kasachstan. Die Ili-Türken gehören zu den Karluken und sind größtenteils sunnitische Muslime. Laut ihrer Überlieferung stammen sie aus dem Ferganatal in Usbekistan. Ihre Sprache gehört zu den Karluk-Sprachen, wird aber von den chinesischen Behörden als Usbekisch eingestuft.
Die Ili-Türken sind Nomaden. In ihrer Sprache gibt es viele Wörter über Tierhaltung.